# 巴里マカロンの謎
『巴里マカロンの謎』（パリマカロンのなぞ）は2020年に創元推理文庫から刊行された米澤穂信の推理小説の短編集。

## 概要
〈小市民〉シリーズの番外編。時系列が『春期限定いちごタルト事件』と『夏期限定トロピカルパフェ事件』の間に遡っており、小市民を目指す主人公・常悟朗と小佐内の高校1年の2学期から3学期にかけての出来事が描かれている。
有名パティシエである古城晴臣（こぎはるおみ）の娘・秋桜（こすもす）との出会いを描いた表題作と、その続編で秋桜との交流を描いた2作、「紐育（ニューヨーク）チーズケーキの謎」と「花府（フィレンツェ）シュークリームの謎」を主軸として連作短編形式で構成されており、その間に組み込む形で船戸高校内の出来事を描いた「伯林（ベルリン）あげぱんの謎」を収録した作品集となっている。
作者は表題作「巴里（パリ）マカロンの謎」を『ミステリーズ! 』vol.80（2016年12月）に寄稿したあと、2016年の総括の中で、「これからもいろいろ書いていくつもりですが、やはり〈古典部〉や〈小市民〉も大事にしたいと、改めて痛感いたしました」と述べている。
「伯林あげぱんの謎」は、『ミステリーズ!』誌上で行われた犯人当て企画のための短編として、前後編（試食編・実食編）で寄稿された作品である。

## あらすじ

### 巴里マカロンの謎
高校1年の9月半ばのある日、とある事情で小佐内の頼み事をひとつ聞くことになった常悟朗は、小佐内に連れられて新装開店した「パティスリー・コギ」の名古屋店、「パティスリー・コギ・アネックス・ルリコ」に同行することとなった。小佐内はそこで季節限定の4種類のマカロンを食べたかったのだが、マカロン&ティーセットでは3種類のマカロンしか選べないため、4種類めのマカロンを注文させるために常悟朗を連れ出したのだ。
そうして訪れた店で3種類のマカロンを注文し、手を洗うために席を外した小佐内が戻って来たときには、なぜか彼女の皿には4つのマカロンが乗っていた。店員が間違えてひとつ多く置くはずもなく、それでは誰が何の目的で第4のマカロンを置き、かつどれが4つめのマカロンなのかという疑問が浮き上がった。
常悟朗はまず、後から置かれた4つめのマカロンがどれなのかを推理したが、小佐内が4つめのマカロンを割ってみると、中には金の指輪が入っていた。

### 紐育チーズケーキの謎
10月のとある日曜日、小佐内は「パティスリー・コギ」で知り合った古城秋桜（こぎこすもす）に招かれて中学校の文化祭に行くことになり、小佐内に頼まれて常悟朗も同行することになった。秋桜のクラスの模擬店で目玉商品のニューヨークチーズケーキを味わった後、常悟朗は気を利かして2人と別れて校内を見回る。
ところが、グラウンドの真ん中で焚かれていたボンファイヤーの前にいた小佐内に、走ってきた1年生男子が衝突して彼女は吹き飛ばされてしまう。それを上階から見ていた常悟朗が慌てて駆けつけると、秋桜が途方に暮れてたたずんでいた。秋桜いわく、小佐内にケガはなかったが、1年生を追ってきた体育会系の上級生と思われる3人組が、小佐内が1年生と衝突した後、CDを受け取ったはずだと難癖を付けて彼女を拉致したのだという。ただし、彼女は自分の意思でついて行った、そして連れていかれる前に「小鳩くんを呼んで」と言い残して行ったのだという。
常悟朗は、小佐内は確かにCDを受け取り、そしてどこかに隠した、それを推理させるために自分を呼ばせようとしたのだと推測する。衝突後、3人組が現れるまでの間に小佐内が何かを隠せる時間は90秒ほどだったという。その時間で小佐内はCDを、どこにどうやって隠したのかが謎であった。

### 伯林あげぱんの謎
年の終わりが見えてきたある日の放課後、新聞部にアンケートを届けに行くよう頼まれた常悟朗は、部室にいた堂島健吾から声を掛けられる。ちょうど奇妙な事件が起きて困っているところで、その解決を常悟朗に依頼する。
新聞部では「世界の年越し」をテーマにベルリーナー・プファンクーヘン（中にジャムを詰めたドイツ風の揚げパン）の特集記事を準備していた。ドイツでは年末にこの揚げパンをたっぷり用意して、その中のいくつかにマスタードを詰めて誰にマスタード入りが当たるか遊ぶゲームがあり、実際にそのゲームをやってみてマスタード入りが当たった部員が記事を書くことにしていた。ところが、揚げパンを食べた4人の中に、マスタード入りを食べたものは誰もいないのだという。もう1人準幽霊部員がいるが、その企画には参加しないと返事があったということで、用意されていた揚げパンも4人分だったという。
一見、他愛もない事件だが、実は部員のうちの真木島と門地が冷戦状態で、企画を進める真木島は当たりを引いた門地が企画を潰すために黙っているのではないかと考えかねない。門地も疑われていると察したら面白くない。このまま犯人が分からなければ、新聞部が空中分解しかねないのだという。
謎を解くために常悟朗が部員たちに質問を重ねた結果、揚げパンは準幽霊部員の分も含めて5つあった、そして用意されていた5つの揚げパンに注意が払われていない「空白の5分間」があったことに気が付く。では、誰が当たりの5つめの揚げパンを食べたのかが謎であった。

### 花府シュークリームの謎
3学期に入って常悟朗に顔を合わせた小佐内は、去年はさんざんだったと不満を漏らし、名古屋で開かれた日伊パスティチェーレ交流会の立食パーティーで日本とイタリアのパティシエたちが集う記事を見せる。そこには、パティシエたちに囲まれて満面の笑みを浮かべている古城秋桜の写真が載っていた。常悟朗は、晴れの場で楽しそうにしている彼女と去年の自分を比べて、ちょっと悲しくなってしまったのだろうと小佐内の心中を察する。そのとき小佐内に秋桜から携帯に電話が入り、無実なのに停学になったと泣いているという。
名古屋に住む秋桜に会いに行って事情を聴くと、クラスの何人かがカウントダウン・パーティーを催した際に飲酒したのが発覚して、先生にお前も酒を飲んだだろうと決めつけられて停学にされたのだという。停学にされたのは、同じクラスの茅野、佐多、栃野と秋桜の4人、3人のリーダー格は茅野とのことで、茅野に会うと、飲酒が発覚したのは写真を撮った仲間がネットにアップしたのが通報されたのだという。その写真には秋桜は写っていないし、秋桜は参加していなかったと生徒指導の三本木に話したが、信じてくれなかったとのこと。三本木に会いに行くと、秋桜が飲酒している証拠写真が送られてきたのだという。
プリントアウトして渡してもらった写真を意識して見ると首の継ぎ目がわずかに見え、首だけすげ替えたものだと分かった。小佐内は、誰がこのパーティー写真を撮ることができたかと指摘する。写真データを持つ者だけがこの捏造写真を作れるのだと。それに対し、常悟朗は小佐内が、誰が捏造写真に写っている秋桜を撮ることができたかという問題を見落としていることを指摘し、「誰がパーティー写真と秋桜の写真の両方を手に入れることができたか」に的を絞って推理を進める。

## 主な登場人物
声の項はテレビアニメの声優。
小鳩 常悟朗
声 - 梅田修一朗
船戸高校1年生。持ち前の推理力で謎を解きたがる本性を伏せて小市民を目指しているが、その意思にもかかわらず降りかかる謎解きに首を突っ込んでしまう。
小佐内 ゆき
声 - 羊宮妃那
船戸高校1年生。何よりもスイーツが好き。中学生に見間違われるほどの小柄。常悟朗と互恵関係を結び小市民を目指しているが、ときたま復讐を好む本性ゆえに牙をむくことがある。
古城 晴臣（）
パティシエで「パティスリー・コギ」の経営者。自由が丘と代官山に出店しており、家族を名古屋に残して単身赴任している。「コギ」と名付けたマカロンがパティスリー・コギの代名詞的存在とされる特別フレーバー。3店めとして名古屋店「パティスリー・コギ・アネックス・ルリコ」を出店した。
田坂 瑠璃子（）
「パティスリー・コギ・アネックス・ルリコ」の店長。国内のコンクールで優勝経験のある実力派で、実質的に自由が丘店の店長を務めてきた。
古城 秋桜（）
古城晴臣の娘。礼智中学3年生。「巴里マカロンの謎」時点で、母親が亡くなって半年に満たない。本格派のスイーツ作りが趣味兼特技。男子が嫌い。
堂島 健吾
声 - 古川慎
船戸高校1年生。新聞部。常悟朗とは小学校時代の同級生で、実直な性格の大男。小市民となる以前の常悟朗を知っている。
門地 譲治（）
声 - 新祐樹
船戸高校1年生。新聞部。
真木島 みどり（）
声 - 瀬戸麻沙美
船戸高校1年生。新聞部。
杉 幸子（）
船戸高校1年生。新聞部。
洗馬（）
船戸高校2年生。新聞部。
飯田（）
船戸高校1年生。新聞部。

## 初出一覧
- 巴里マカロンの謎 - 『ミステリーズ!』vol.80、2016年12月
- 紐育チーズケーキの謎 - 『ミステリーズ!』vol.86、2017年12月
- 伯林あげぱんの謎 - 『ミステリーズ!』vol.92,93、2018年12月、2019年2月
- 花府シュークリームの謎 - 書き下ろし